# علی‌آباد لدی
 علی‌آباد لدی، روستایی از توابع بخش مرکزی شهرستان دلگان در استان سیستان و بلوچستان ایران است.

## جمعیت
این روستا در دهستان دلگان قرار دارد و براساس سرشماری مرکز آمار ایران در سال ۱۳۸۵، جمعیت آن ۴۱۵ نفر (۸۳خانوار) بوده‌است.